# Sure Know Something
Singles de Kiss
I Was Made for Lovin' You
(1979) Shandi
(1980)
Pistes de Dynasty
2,000 Man
(2) Dirty Livin
(4)
Sure Know Something est une chanson du groupe américain Kiss, il s'agit du second single de l'album Dynasty sorti en 1979. Dirty Livin figure sur la face B du single.
La chanson a été écrite par le guitariste / chanteur Paul Stanley et par le producteur de l'album Vini Poncia. Depuis, elle est devenue un grand classique pour les bassistes débutants. Elle a atteint la 47e position au Billboard Hot 100 et se classe 3e aux Pays-Bas.
Un clip vidéo a été tourné et a été réalisé par John Goodhue.

## Composition du groupe
- Paul Stanley – chants, guitare rythmique & solo
- Gene Simmons – basse
- Anton Fig – batterie
- Vini Poncia – claviers

## Charts
| Pays               | Position | Réf   |
| ------------------ | -------- | ----- |
| États-Unis Hot 100 | 47       | [ 1 ] |
| Australie          | 5        | [ 2 ] |
| Canada             | 48       | [ 2 ] |
| Allemagne          | 28       | [ 2 ] |
| Pays-Bas           | 3        | [ 2 ] |
| Nouvelle-Zélande   | 11       | [ 2 ] |

## Format
| Année | Pays        | Format    | Catalogue | Label                     |
| ----- | ----------- | --------- | --------- | ------------------------- |
| 1979  | Allemagne   | Vinyle 7" | BF 18684  | Bellaphon Records         |
| 1979  | Royaume-Uni | Vinyle 7" | CAN163    | Casablanca Records        |
| 1979  | Australie   | Vinyle 7" | NB 2205   | Casablanca, Astor Records |
| 1979  | États-Unis  | Vinyle 7" | NB 2205   | Casablanca                |